# Don Bohlinger
Donald Francis Bohlinger (* 27. April 1956) ist ein US-amerikanischer Drehbuchautor und Hochschullehrer.

## Leben
Donald Francis Bohlinger studierte Englisch an der University of Notre Dame und Filmwissenschaften an der Columbia University. Mit dem Thriller The Killing Time debütierte Bohlinger 1987 als Drehbuchautor für einen Kinofilm. Mit dem Fernsehfilm Der Tourist schrieb er 1996 zum ersten Mal ein Drehbuch für den europäischen Markt. Obwohl er in Englischer Sprache schreibt, konnte er weitere Drehbücher zu Fernsehfilmen wie Endlich Sex!, Popp Dich schlank! und Der geheimnisvolle Schatz von Troja schreiben. Gemeinsam mit Christoph Darnstädt wurde er mit seiner Arbeit an der Literaturverfilmung Das Experiment 2001 bei der Verleihung des Bayerischen Filmpreises für das Beste Drehbuch ausgezeichnet.
Obwohl Bohlinger fast ausschließlich Drehbücher in Deutschland schreibt, schrieb er unter anderem auch an der niederländischen Komödie Liever verliefd (2003), der französischsprachigen internationalen Produktion Die Schwächen der Frauen (1997) und an der österreich-deutschen Koproduktion Die Rückkehr des Tanzlehrers mit.
Seit 1986 unterrichtete Bohlinger Drehbuchschreiben an unterschiedlichen Universitäten. So war er von 1986 bis 1987 	Adjunct Professor an der University of Bridgeport. Von 1987 bis 1996 war er Associate Professor an der University of Southern California. Von 1988 bis 1998 war er auch Gastdozent an der unterschiedlichen Universitäten in Barcelona, Berlin und Los Angeles. Seit 2008 hat er eine eigene Professur für Drehbuchschreiben an der University of Southern California.

## Filmografie (Auswahl)
- 1987: The Killing Time
- 1996: Der Tourist
- 1997: Die Schwächen der Frauen (Elles)
- 2000: Wenn Männer Frauen trauen
- 2001: Das Experiment
- 2002: Die Nacht, in der ganz ehrlich überhaupt niemand Sex hatte
- 2003: Liever verliefd
- 2004: Die Rückkehr des Tanzlehrers
- 2004: Endlich Sex!
- 2005: Die Liebe eines Priesters
- 2005: Popp Dich schlank!
- 2006: Tornado – Der Zorn des Himmels
- 2007: Der geheimnisvolle Schatz von Troja
- 2007: Nur ein kleines bisschen schwanger
- 2008: Das jüngste Gericht
- 2009: Flug in die Nacht – Das Unglück von Überlingen
- 2014: Die Staatsaffäre (TV-Spielfilm, Regie: Michael Rowitz)
- 2016: Der Island-Krimi: Der Tote im Westfjord